# Cravo e Canela (canção)
"Cravo e Canela" é uma canção gravada pela artista musical brasileira Anitta, contida em seu terceiro álbum de estúdio Bang! (2015). Foi lançada em 5 de maio de 2016 como quarto e último single do disco. A faixa conta com a participação do cantor Vitin da banda Onze:20, sendo composta por Jhama juntamente com Pablo Luiz Bispo, e produzida por Umberto Tavares e Mãozinha. Ambas as vozes dos artistas foram gravadas no Studio Fibra, localizado no Rio de Janeiro.
Em outubro de 2016, entrou para a trilha sonora do filme É Fada!.

## Composição
"Cravo e Canela" foi composta por Jhama e Pablo Luiz Bispo, sendo produzida por Umberto Tavares e Mãozinha e gravada no Studio Fibra, no Rio de Janeiro. A letra da canção fala sobre uma pessoa intensamente apaixonada por uma moça citada como extremamente bela e cuja pele tem cheiro de "cravo, canela e alecrim". Durante a composição várias referências e localidades são dadas, como os arcos da Lapa, no Rio de Janeiro, a cidade francesa Cannes, onde acontece um dos maiores prêmios de cinema e o prêmio Óscar ("Vamos vencer o Oscar / Rumo à Cannes nessa cena"), a romantização da personagem Cinderela ("Cinderela, volta pro castelo bem mais tarde"), a marca Nutella comparada ao doce da pessoa ("Você tão doce, sobremesa feita de Nutella") e o poeta Carlos Drummond de Andrade ("E num poema de Drummond dizer: Te amo, sim").

## Recepção da crítica
"Cravo e Canela" recebeu críticas positivas dos críticos de música. Luís Lima, da revista Veja, disse que incluir a faixa foi uma escolha acertada, acrescentando que o ponto forte é a composição refinada "bastante imagética, com menções que vão dos arcos da Lapa, no Rio de Janeiro, à sobremesa feita de Nutella e que lembrava "Cobertor". Mauro Ferreira, do Notas Musicais, disse que a faixa tem "tempero pop" e exala "cheiro da felicidade romântica". Gabriel Vaquer, do Arautu Online, avaliou a maturidade de Anitta, sendo positivo sobre o carisma da cantora e capacidade de fazer músicas que "grudam na cabeça", citando "Cravo e Canela" como exemplo. Para Silvestre Mendes, do site Pop de Botequim, a faixa é um "love hit" criado especialmente para os fãs que gostam de canções românticas de Anitta. No entanto Rodrigo Ortega e Braulio Lorentz, do portal G1, foram negativos, dizendo que a canção era "abominável" e parecia um material descartado do cantor Seu Jorge.

## Desempenho comercial
Em março de 2016, ainda antes de ser lançada oficialmente, "Cravo e Canela" começou a tocar nas rádios do Rio de Janeiro informalmente, fechando o mês entre as setenta mais tocadas no estado, acumulando em torno de mil execuções.

## Vídeo musical

### Produção e roteiro
Anitta começou a trabalhar no videoclipe da faixa em março. A direção geral foi feita por Bruno Ilogti e a direção artística por Giovanni Bianco, repetindo a parceria com os dois profissionais de "Bang" e "Essa Mina É Louca". O trabalho foi lançado de surpresa à meia-noite do dia 13 de maio de 2016, sem nenhuma prévia ou anuncio anterior. No vídeo, Anitta está presa em um engarrafamento no trânsito durante uma tempestade e acaba se interessando pelo rapaz do carro ao lado, anotando seu número de telefone em um pedaço de papel e mostrando para ele pela janela, fazendo com que eles comecem a trocar mensagens. Nas partes interpretadas por Vitin, o cantor é mostrado cantando na chuva em cenas em preto e branco. Em outra cena, a cantora se movimenta pela chuva, cantando de modo sensual. No final do vídeo ela e o rapaz do carro ao lado abrem seus vídeos e se beijam em meio ao trânsito. O vídeo utiliza o recurso de synthwave, um movimento artístico inspirado o visual dos jogos eletrônicos doa década de 1980 e de filmes de ficção científica, o qual são utilizados ângulos mais próximos do rosto e colorização rosada e azulada, trazendo uma referência descrita como retrô-futurista. A simplicidade no roteiro teve o propósito de focar-se na fotografia bem trabalhada.

### Recepção da crítica
O portal Ponto Pop elogiou a direção de fotografia, dizendo que a proposta era "belíssima" e cenas sensíveis, bem trabalhadas e com o conceito dos filmes de Hollywood, comparando algumas partes aos dos vídeos "Angels Cry", de Mariah Carey, e "Don't Hold Your Breath", de Nicole Scherzinger. A crítica termina dizendo que o vídeo é "certamente um dos melhores trabalhos da cantora, com qualidade visual que não perde em nada para grandes nomes internacionais atuais como Meghan Trainor e Ariana Grande". A revista Caras disse que o vídeo traz um estilo que é "tendência na música pop internacional", comparando o filtro neon utilizado ao dos vídeos "Work", de Rihanna, "What Do You Mean?", de Justin Bieber, e "Cool for the Summer", de Demi Lovato. Já o IG disse que a música e o vídeo "casaram perfeitamente". Já Édipo Barreto, do portal Que Delícia, Né Gente?, disse que a mistura de luzes contrastantes, reflexos coloridos e a chuva "rende um visual bacana", porém que o vídeo era monótono pela ausência de acontecimentos, dizendo que "Oasis", da banda A Great Big World, traz a mesma temática, mas de uma forma atrativa.

## Desempenho nas tabelas musicais

### Paradas semanais
| Tabela musical (2016)                                       | Melhor posição |
| ----------------------------------------------------------- | -------------- |
| Brasil (Billboard Hot 100 Brasil)                           | 34             |
| Brasil (Billboard Brasil Regional São Paulo Hot Songs)      | 1              |
| Brasil (Billboard Brasil Regional Rio de Janeiro Hot Songs) | 4              |

## Histórico de lançamento
| País   | Data              | Formato(s) | Gravadora    |
| ------ | ----------------- | ---------- | ------------ |
| Brasil | 5 de maio de 2016 | Airplay    | Warner Music |